# Vestfossen
Vestfossen este o localitate din comuna Øvre Eiker, provincia Buskerud, Norvegia, cu o suprafață de 2,35 km² și o populație de 3.066 locuitori (2013).